# François René Charles Treton de Vaujuas
Pour les articles homonymes, voir Treton.
François René Charles Treton de Vaujuas, né le 23 mai 1761 à Ver (bailliage de Bayeux), mort en mai 1788 à Vanikoro aux Îles Salomon, est un officier de marine français, membre de l'expédition de La Pérouse (1er août 1785 - mai 1788)

## Famille
Membre de la famille Treton de Vaujuas-Langan, il est le fils de François Treton de Vaujuas, lieutenant des maréchaux de France, capitaine au régiment Dauphin, chevalier de Saint-Louis, et de Marguerite Le Frère des Maisons. Il a pour frère Guillaume-François Treton de Vaujuas, une des victimes du Débarquement des émigrés à Quiberon et Jacques Treton de Vaujuas, novice de l'ordre de Saint-Lazare. Il épouse Émilie-Charlotte de Langan du Boisfévrier.

## Biographie
Elève au collège de La Flèche de 1771 à 1775, il entre dans la Marine en 1776. Garde-marine à Brest le 1er juillet 1776, garde du pavillon le 1er juillet 1777, enseigne de vaisseau à Brest le 1er avril 1778, lieutenant de compagnie le 1er avril 1779, lieutenant de vaisseau de 1re classe le 1er mai 1786, major de vaisseau le 23 août 1787.
Il fait partie des officiers de marine proposés à Louis XVI par le comte de La Pérouse. Il était très estimé du comte de La Pérouse qui le donnait dans un de ses rapports comme : « l'officier de marine le plus accompli que j'ai rencontré depuis que je sers. »

## Décoration
- Chevalier de l'ordre royale et militaire de Saint-Louis